# Соляник, Руслан Алексеевич
Руслан Алексеевич Соляник (укр. Руслан Олексійович Соляник; 8 августа 1984, Полтава — 26 декабря 2024) — украинский футболист, полузащитник.

## Биография
В ДЮФЛ выступал за ДЮСШ им. И.Горпинка. На профессиональном уровне начал играть в донецком «Металлурге-2». В 2003 году выступал за дубль московского «Локомотива». Сезон 2004/05 провёл в полтавской «Ворскла-Нефтегаз». В Высшей лиги дебютировал 29 августа 2004 года в матче против ужгородского «Закарпатья» (1:0). Летом 2005 года перешёл в криворожский «Кривбасс», но выступал за «Кривбасс-2» и дубль.
Зимой 2006 года перешёл в симферопольскую «Таврию», подписав двухлетний контракт. В составе крымчан не смог закрепиться в основе и перешёл в мариупольский «Мариуполь». В сезоне 2007/08 помог выиграть Первую лигу и выйти «азовцам» в Премьер-лигу. В апреле 2009 года покинул «Ильичёвец». Летом 2009 года побывал на просмотре в киевской «Оболони» и луганской «Заре». Но перешёл в ПФК «Александрия».
12 декабря 2011 года досрочно закончился контракт с одесским «Черноморцем», который был рассчитан на 1,5 года и футболист покинул клуб.
В дальнейшем играл в клубах из низших лиг, таких как «Николаев», «Кремень», «Титан», «Полтава» и «Ингулец». Завершил карьеру в 2016 году в составе клуба «Мир» из Горностаевки.
Скончался 26 декабря 2024 года.

## Достижения
- Победитель Первой лиги Украины: 2007/08